# Olga Harmony
Olga Harmony Baillet (Ciudad de México, 23 de abril de 1928-Ib., 11 de noviembre de 2018) fue una profesora universitaria, escritora, dramaturga y crítica de teatro mexicana. Recibió distintos premios a lo largo de su carrera.

## Biografía
Estudió psicología y filosofía en la Universidad Nacional Autónoma de México. Fue profesora de tiempo completo en la Escuela Nacional Preparatoria e impartió diferentes conferencias y cursos sobre el teatro, tanto en su país como en el extranjero.
Hizo crítica de teatro por varios años en medios como Diorama de la cultura, en periódicos como La Jornada, Excélsior y Unomásuno, y en programas de televisión como Cada noche, conducido por Luis Spota.
En 1996 publicó el libro Ires y venires del teatro en México, que reúne un cúmulo de textos publicados por la crítica de teatro hasta ese momento. Asimismo, participó en el libro Un siglo de teatro en México (coordinado por David Olguín) con el texto El teatro del Seguro Social y, en 2006, se lanzó el libro Memorias, editado por Ediciones El Milagro y Conaculta.
En 2017 la Secretaría de Cultura de la Ciudad de México instauró el Premio de Crítica Teatral Olga Harmony.
Falleció el 11 de noviembre de 2018 a los 90 años, en su ciudad natal Ciudad de México.

## Publicaciones y obras
- Pieza de teatro "Nuevo día", estrenada en 1952 bajo la dirección de Raúl Kampfter.
- "La palabra y el hombre", publicación de la Universidad Veracruzana de 1964.
- Cuento "Letras vencidas", publicado por el Sindicato de Trabajadores de la UNAM (STUNAM) en 1977.
- Novela "Los limones", de la Colección Ficción de la Universidad Veracruzana,1984.
- Pieza de teatro "La ley de Creón", estrenada en 1984 bajo la dirección de Manuel Montoro.[4]
- Ires y venires del teatro en México. Ed. Conaculta. México (1996)
- "El lado humano" y otras piezas y adaptaciones de teatro publicados y sin publicar.[5]
- Cuentos publicados en revistas y suplementos culturales.

## Premios
- 1979, José Revueltas, del SPAUNAM por "Letras vencidas".
- 1974, Segundo premio en el concurso convocado por el Seguro Social con la obra "La ley de Creón".[6]
- 1984, Juan Ruiz de Alarcón, otorgado por la A.M.C.T. a la Mejor obra de estreno nacional para la obra "La ley de Creón".
- 2002, Medalla del Instituto Nacional de Bellas Artes.